# لینیز
لینیز (به فرانسوی: Liniez) یک کمون در فرانسه است که در اندر واقع شده‌است. لینیز ۲۶٫۹۴ کیلومتر مربع مساحت و ۳۲۶ نفر جمعیت دارد و ۱۵۰ متر بالاتر از سطح دریا واقع شده‌است.